# Magne Arquiatre
Magne Arquiatre (en llatí Magnus, en grec antic Μάγνος Κλινικός) era un metge grec que va escriure sobre antídots, així anomenat perquè va arribar a la dignitat d'arquiatre (archiater).
Va viure al segle ii i era contemporani de Galè. Serapió d'Alexandria també en parla, i l'anomena Rex Medicorum in tempore Galieni.